# Гай Фурний (трибун 445 пр.н.е.)
Гай Фурний (Gaius Furnius) e политик на Римската република през втората половина на 5 век пр.н.е. Произлиза от плебейската фамилия Фурнии.
През 445 пр.н.е. Гай Фурний е народен трибун заедно с Гай Канулей.
Неговите потомци са Гай Фурний (народен трибун 50, суфектконсул 29 пр.н.е.) и Гай Фурний (консул 17 пр.н.е.).